# ایس فریلی
ایس فریلی (انگلیسی: Ace Frehley؛ زادهٔ ۲۷ آوریل ۱۹۵۱) موسیقی‌دان اهل ایالات متحده آمریکا است. وی از سال ۱۹۶۴ میلادی تاکنون مشغول فعالیت بوده است.
از فیلم‌ها یا برنامه‌های تلویزیونی که وی در آن نقش داشته است می‌توان به دیترویت راک سیتی اشاره کرد.